# Chavannes-les-Grands
Chavannes-les-Grands és un municipi francès, es troba al departament del Territori de Belfort i a la regió de Borgonya - Franc Comtat. L'any 2007 tenia 313 habitants.

## Geografia
El municipi es troba a 19 km de Belfort, al límit amb l'Alsàcia

## Demografia
| 1962 | 1968 | 1975 | 1982 | 1990 | 1999 | 2007 |
| ---- | ---- | ---- | ---- | ---- | ---- | ---- |
| 230  | 246  | 239  | 293  | 305  | 291  | 313  |